# Bob-Weltmeisterschaft 1947
Die 9. Bob-Weltmeisterschaft wurde zwischen dem 1. und 8. Februar 1947 auf der Bobbahn im Schweizer St. Moritz ausgetragen. Weltmeister wurden der Schweizer Zweierbob mit Fritz Feierabend und Stephan Waser sowie der Schweizer Viererbob mit Feierabend, Fritz Waller, Felix Endrich und Waser.

## Ergebnisse

### Zweierbob der Männer
Neun Nationen hatten insgesamt 15 Zweierbobs für die Weltmeisterschaften gemeldet: jeweils zwei Mannschaften aus der Schweiz, Rumänien, Italien, England, Frankreich und der Tschechoslowakei sowie jeweils eine Mannschaft aus Belgien, den Vereinigten Staaten und Norwegen. Bei kaltem Wetter und Sonnenschein fuhr der Schweizer Zweierbob mit Fritz Feierabend und Stephan Waser am ersten Tag (Samstag, 1. Februar) beide Laufbestzeiten. Die Mannschaft konnte ihren Vorsprung bei regnerischem Wetter am zweiten Tag (Sonntag, 2. Februar) weiter ausbauen, unterdessen verwiesen deren Landsmänner Felix Endrich und Fritz Waller den belgischen Zweierbob mit Steuermann Max Houben und Bremser Jacques Mouvet knapp auf den dritten Rang.
| Platz | Land                | Sportler                                     | 1. Lauf | 2. Lauf | 3. Lauf | 4. Lauf | Gesamtzeit |
| ----- | ------------------- | -------------------------------------------- | ------- | ------- | ------- | ------- | ---------- |
| 1.    | Schweiz I           | Fritz Feierabend Stephan Waser               | 2:42,4  | 2:42,4  | 2:44,7  | 2:44,7  | 5:27,1 min |
| 2.    | Schweiz II          | Felix Endrich Fritz Waller                   | 2:43,6  | 2:43,6  | 2:46,8  | 2:46,8  | 5:30,4 min |
| 3.    | Belgien             | Max Houben Jacques Mouvet                    | 2:42,9  | 2:42,9  | 2:47,8  | 2:47,8  | 5:30,7 min |
| 4.    | Frankreich I        | Achille Fould Henri Evrot                    | 2:45,6  | 2:45,6  | 2:46,9  | 2:46,9  | 5:32,5 min |
| 5.    | Italien II          | Nino Bibbia Andrea Gorla                     | 2:45,7  | 2:45,7  | 2:48,1  | 2:48,1  | 5:33,8 min |
| 6.    | Italien I           | Mario Vitali Nino Rovelli                    | 2:47,2  | 2:47,2  | 2:50,1  | 2:50,1  | 5:37,3 min |
| 7.    | England I           | Tony Gadd Thornburgh                         |         |         |         |         | 5:38,4 min |
| 8.    | Frankreich II       | William Gayraud-Hirigoyen Jacques Descatoire |         |         |         |         | 5:39,7 min |
| 9.    | Tschechoslowakei II | Max Ippen Vomáčka                            |         |         |         |         | 5:41,1 min |
| 10.   | England II          | William Coles J. F. Briggs                   |         |         |         |         | 5:42,7 min |

### Viererbob der Männer
Der Streckenrekord auf der 1.576 Meter langen Natureisbahn lag bei 1:16,5 Minuten. Zehn Mannschaften hatten zum Wettbewerb gemeldet, der Bob Tschechoslowakei II trat aufgrund der Erkrankung eines Teammitglieds nicht an. Bereits am ersten Tag (Freitag, 7. Februar) konnte der Schweizer Viererbob um Steuermann und Titelverteidiger Fritz Feierabend seiner Favoritenrolle gerecht werden, während die Belgier um Max Houben überraschten. Wegen starken Schneefalls blieben die Zeiten am zweiten Tag (Samstag, 8. Februar) etwas langsamer als noch am Vortag. Mit der Bestzeit in allen Läufen sicherten sich Feierabend, Waller, Endrich und Waser den Titel, unterdessen verdrängten die Franzosen um Achille Fould den englischen Viererbob um Steuermann Tony Gadd vom dritten Platz.
| Platz | Land               | Sportler                                                          | 1. Lauf | 2. Lauf | 3. Lauf | 4. Lauf | Gesamtzeit |
| ----- | ------------------ | ----------------------------------------------------------------- | ------- | ------- | ------- | ------- | ---------- |
| 1.    | Schweiz I          | Fritz Feierabend Fritz Waller Felix Endrich Stephan Waser         | 1:18,0  | 1:18,0  | 1:19,6  | 1:20,6  | 5:16,2 min |
| 2.    | Belgien            | Max Houben Claude Houben Albert Lerat Jacques Mouvet              | 1:18,3  | 1:18,2  | 1:20,4  | 1:22,1  | 5:19,0 min |
| 3.    | Frankreich         | Achille Fould Henri Evrot Robert Dumont William Gayraud-Hirigoyen | 1:19,1  | 1:19,4  | 1:20,7  | 1:21,3  | 5:20,5 min |
| 4.    | England II         | Tony Gadd Pennington Collings Raymond Barker Thornburgh           | 1:18,9  | 1:19,4  | 1:21,1  | 1:21,4  | 5:20,8 min |
| 5.    | Schweiz II         | Milo Bigler Albert Gartmann M. Burrus Heinrich Angst              | 1:19,8  | 1:19,2  | 1:20,6  | 1:21,4  | 5:21,0 min |
| 6.    | England I          | William Coles Basil Wellicome R. G. Howes J. F. Briggs            | 1:19,4  | 1:20,1  | 2:43,6  | 2:43,6  | 5:23,1 min |
| 7.    | Rumänien           | Alexandru Frim M. Maresh D. Boruzescu J. Cristea                  | 1:19,6  | 1:20,0  | 2:45,5  | 2:45,5  | 5:25,1 min |
| 8.    | Tschechoslowakei I | Max Ippen J. Novotný V. Skála J. Tomášek                          | 1:21,5  | 1:22,8  | 2:46,7  | 2:46,7  | 5:31,0 min |
| 9.    | Vereinigte Staaten | Marshall Clyde F. Oppenheim R. Hiltenbrand G. Bothe               | 1:22,3  | 1:21,9  | 2:46,8  | 2:46,8  | 5:31,0 min |

## Medaillenspiegel
| Platz | Land       | Gold | Silber | Bronze | Gesamt |
| ----- | ---------- | ---- | ------ | ------ | ------ |
| 1.    | Schweiz    | 2    | 1      | –      | 3      |
| 2.    | Belgien    | –    | 1      | 1      | 2      |
| 3.    | Frankreich | –    | –      | 1      | 1      |